# Теорија свега (филм из 2014)
Теорија свега (енгл. The Theory of Everything) британска је биографска љубавна драма из 2014. режисера Џејмса Марша, за коју је сценарио написао Ентони Макартен. Филм је инспирисан мемоарима Џејн Хокинг „Теорија свега: Чудесни живот Стивена Хокинга“ и приказује везу физичара Стивена Хокинга и његове дугогодишње супруге Џејн, његову борбу са Лу Гериговом болешћу и успон у научној каријери.
Главне улоге тумаче Еди Редмејн и Фелисити Џоунс, а поред њих у филму наступају Чарли Кокс, Емили Вотсон, Сајмон Макберни и Дејвид Тјулис.
Филм је премијерно приказана на Филмском фестивалу у Торонту 7. септембра 2014. где је наишао на добар пријем код критичара, који су похвалили режију, сценарио и изведбе Редмејна и Џоунсове. Након биоскопске премијере остварио је добру зараду и био номинован за бројне престижне награде, укључујући пет Оскара, четири Златна глобуса, десет БАФТА и три Награде Удружења глумаца. Редмејн је на церемонији доделе сваког од ових признања освојио награду у категорији „Најбољи глумац у главној улози” за своју улогу Стивена Хокинга.

## Радња
Године 1963, студент космологије на Кембриџу, Стивен Хокинг, одлучан је у томе да пронађе „једноставно, речито објашњење” свемира. Његов свет ће се отворити кад се заљуби у студенткињу уметности на Кембриџу, Џејн Вајлд. Али у 21. години, овај младић ће сазнати да болује од болести моторног неурона која ће напасти његове удове и способности што ће узроковати лимитиране покрете и говор и одузеће му живот за две године. Џејнина љубав, потпуна подршка и одлучност су без премца, и њих двоје одлучују да се венчају. Поред жене која се неуморно бори уз њега, Стивен ће одбити да прихвати своју дијагнозу. Док се његово тело буде суочавало са све већим ограничењима, његов ум ће наставити да истражује крајње границе теоријске физике. Заједно, он и Џејн ће пркосити немогућим шансама, помериће границе у медицини и науци и оствариће више него што су могли и да сањају – и то у 21. веку.

## Улоге
| Глумац          | Улога                |
| --------------- | -------------------- |
| Еди Редмејн     | Стивен Хокинг        |
| Фелисити Џоунс  | Џејн Хокинг          |
| Чарли Кокс      | Џонатан Хелјер Џоунс |
| Емили Вотсон    | Изобел Хокинг        |
| Сајмон Макберни | Френк Хокинг         |
| Шарлот Хоуп     | Филипа Хокинг        |
| Том Прајор      | Роберт Хокинг        |
| Хари Лојд       | Брајан               |
| Дејвид Тјулис   | Денис Шиама          |
| Максин Пик      | Елејн Мејсон         |
| Енцо Чиленти    | Кип Торн             |